# Хасинто Кинкосес
Хасинто Кинкосес (на испански: Jacinto Quincoces) е испански футболист, защитник.

## Кариера

### Футболист
В професионалния футбол, Кинкосес прави своя дебют през 1920 г., когато заиграва за Депортиво Алавес. Там прекарва десет сезона, взема участие в най-малко 18 мача за първенство. През 1930 г. преминава в Реал Мадрид. В „Кралския клуб“ два пъти печели титлата шампион на Испания. През 1942 г. приключва професионалната си кариера като футболист.
Той изиграва 25 мача за националния отбор на Испания между 1928 и 1936 г. и е част от състава на Испания за Мондиал 1934.

### Треньор
Започва кариерата си на треньор през 1941 г. и оглавява отбора на Реал Сарагоса. През 1945 г. е действащ треньор на националния отбор на Испания. В бъдеще води Реал Мадрид, Валенсия, Атлетико Мадрид и отново Реал Сарагоса. Приключва треньорската си кариера във Валенсия през сезон 1958/59.